# Onestà

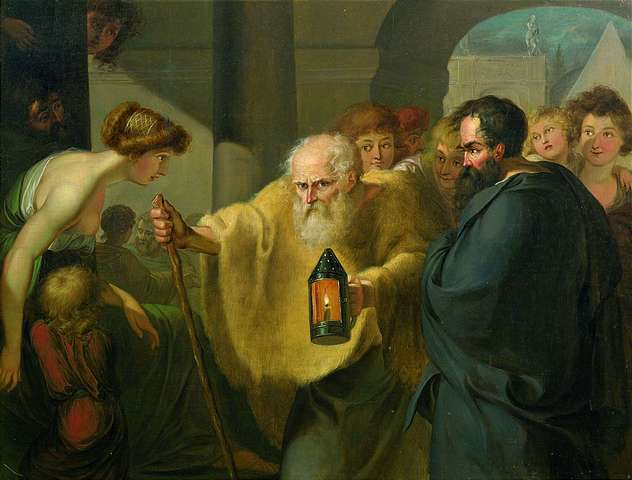
Diogenes Searching for an Honest Man, dipinto attribuito a Johann Heinrich Wilhelm Tischbein (circa 1780)

L'onestà (dal latino honestas) è una sfaccettatura del carattere morale che consiste in atteggiamenti positivi e virtuosi come l'integrità, la sincerità e la buona fede, insieme all'assenza di menzogne, imbrogli o furti. Implica l'essere degni di fiducia, leali, giusti e sinceri. 
L'onestà è una delle virtù umane fondamentali e uno dei requisiti più importanti della moralità. Connessa alla coscienza, si basa sul rispetto delle norme sociali e indica l'agire e comunicare in base a princìpi morali ritenuti universalmente validi, evitando di compiere azioni riprovevoli nei confronti del prossimo.
Contrariamente si parla di disonestà che si può in alcuni casi configurare come reato punibile penalmente, ad esempio nei casi di corruzione e concussione di pubblici ufficiali e falsa testimonianza. L'onestà ha infatti un'importante centralità nei rapporti sociali e costituisce uno dei valori fondanti dello stato di diritto.
La citazione "L'onestà è il primo capitolo del libro della saggezza" è attribuita a Thomas Jefferson, come usato in una lettera al politico americano Nathaniel Macon. Il 30 aprile è la Giornata nazionale dell'onestà negli Stati Uniti, mentre in Italia è il 18 dicembre.
William Shakespeare notoriamente descrisse l'onestà come un attributo che le persone si lasciano alle spalle quando scrisse che "nessuna eredità è così ricca come l'onestà" nell'atto 3, nella scena 5 di "Tutto è bene quel che finisce bene".

## Definizioni
Merriam-Webster definisce l'onestà come "correttezza e franchezza di condotta" o "aderenza ai fatti".
L'Oxford English Dictionary definisce l'onestà come "la qualità dell'essere onesti". L'onesto è, a sua volta, definito come "Libero da inganni; veritiero e sincero... Moralmente corretto o virtuoso... (attributivo) Abbastanza guadagnato, soprattutto attraverso il duro lavoro... (di un'azione) compiuta con buone intenzioni anche se infruttuose o fuorvianti...(attributivo) Semplice, senza pretese e non sofisticato.